# Symmes Creek
Der Symmes Creek ist ein 113 km langer rechter Nebenfluss des Ohio River im südlichen US-Bundesstaat Ohio. Er entwässert ein Gebiet von 925 km² und gehört zum Flusssystem des Mississippi River. Der Abfluss erfolgt über den Ohio River und Mississippi River in den Golf von Mexiko.
Der Symmes Creek entspringt rund 2 Kilometer nordwestlich der Ortschaft Winchester im Jackson County. Danach fließt er in generell südlicher Richtung durch den Wayne National Forest und die Countys Jackson, Gallia und Lawrence und mündet innerhalb der Gemeinde Chesapeake gegenüber der Stadt Huntington in den Ohio River. Seine wichtigsten Nebenflüsse sind der 29 km lange Sand Fork Symmes Creek und der 27 km lange Black Fork Symmes Creek. Der United States Board on Geographic Names bestimmte 1902 den Namen des Flusses mit Symmes Creek. Im Verlauf seiner Geschichte hieß er auch Simms, Big Creek und Symms Creek.